# Ágoston András (hegedűművész)
Ágoston András (Kolozsvár, 1947. március 17. – 2022. január 2.) Liszt Ferenc-díjas hegedűművész.

## Életpályája
Már gyermekkorától részt vett és több díjat nyert a különböző nemzetközi versenyeken (lipcsei Bach-versenyek, a moszkvai Csajkovszkij-verseny, bukaresti Enescu-verseny). 
Első hegedűtanára Kouba Paula. Elemi és középiskolai tanulmányait Zsurka Péternél folytatta.  1972-ben végzett a kolozsvári Zeneművészeti Főiskolán Ruha István tanítványaként. Ugyanebben az évben első díjat nyert a bécsi David Ojsztrah-versenyen. Tanulmányai végeztével a főiskolán maradt, ahol húsz évig tanított, 1990-ben professzori kinevezést kapott. Szólistaként fellépett szinte az összes európai országban. Több alkalommal tartott mesterkurzusokat Budapesten, Miskolcon és Fertődön.
1991 és 2001 között a németországi Philharmonia Hungarica zenekar szólistája és koncertmestere volt. 2002-ben Liszt Ferenc-díjat kapott.